# یواس‌اس سیراگو (اس‌اس-۴۸۵)
یواس‌اس سیراگو (اس‌اس-۴۸۵) (به انگلیسی: USS Sirago (SS-485)) یک زیردریایی بود که طول آن ۳۱۱ فوت ۸ اینچ (۹۵٫۰۰ متر) بود. این زیردریایی در سال ۱۹۴۵ ساخته شد.